# Mabrouk Korchid
Mabrouk Korchid (arabe : مبروك كرشيد), également orthographié Mabrouk Kourchid, né le 8 septembre 1967 à Médenine, est un avocat et homme politique tunisien.

## Biographie

### Études et carrière
Diplômé en 1992 de la faculté de droit et des sciences économiques et politiques de Sousse, Mabrouk Korchid obtient un master en droit privé en 2001.

### Carrière professionnelle et politique
Membre de l'Instance nationale des avocats, il fonde l'Organisation arabe des jeunes avocats. Il est l'un des fondateurs du Mouvement du peuple, dont il devient membre du comité directeur en 2012. Il en est le porte-parole avant d'en démissionner. En 2011, il crée l'hebdomadaire arabophone Al Hassad, journal indépendant du Mouvement du peuple.
Président du comité de défense des victimes de torture du mouvement yousséfiste, il est également l'avocat de l'ancien chef du gouvernement libyen Baghdadi Mahmoudi.
Le 27 août 2016, il est nommé secrétaire d'État chargé des Domaines de l'État et des Affaires foncières auprès de la ministre des Finances Lamia Zribi, puis auprès de Fadhel Abdelkefi, dans le gouvernement de Youssef Chahed. Le 6 septembre 2017, il devient ministre de plein droit.
Le 2 mai 2019, il rejoint Tahya Tounes, le parti de Youssef Chahed.
Lors des élections législatives de 2019, il est élu député de la circonscription de Médenine.